# Maria Andergast
Maria Andergast, née Maria Pitzer le 4 juin 1912 à Brunnthal, Ortsteil de Garching an der Alz, et morte le 14 février 1995 à Vienne, est une actrice autrichienne.

## Biographie
Maria Pitzer perd ses parents à l'âge de deux ans, est adoptée à Vienne et prend le nom de sa famille adoptive : Andergast. Elle prend des cours de danse auprès de Grete Wiesenthal, mais doit les interrompre après un grave accident de la circulation et se tourne vers des cours de théâtre auprès de Josef Danegger à l'Académie de musique et des arts du spectacle de Vienne. Elle a son premier engagement en 1928 à Ústí nad Labem, après quoi elle travaille au Deutsches Landestheater à Prague et au Theater in der Josefstadt à Vienne.
En 1932, Maria Andergast est découverte par Luis Trenker pour le cinéma, mais doit annuler le rôle qu'il lui propose dans le film Der Rebell en raison de contraintes de temps. La coopération avec Trenker n'a lieu qu'en 1933, et après cela, elle a immédiatement l'occasion de jouer d'autres rôles principaux. Sa marque de fabrique est des filles douces, simples et solides qui, malgré une certaine tendance à la mélancolie, sont prêtes à se battre pour le bonheur. Dans le film de Trenker, Le Fils prodigue, elle incarne la mariée qui attend fidèlement son ami d'enfance à l'étranger par l'envie de voyager.
En 1936, Maria Andergast épouse le réalisateur Heinz Helbig, qui l'utilise comme actrice principale dans trois de ses films, et l'accompagne à Berlin, où elle continue à s'impliquer dans le théâtre. À partir de 1939, elle vit et travaille principalement à Vienne, mais en tant qu'actrice de théâtre, elle fait également des apparitions à Rome, Varsovie, en Suisse et en Suède. Pendant la Seconde Guerre mondiale, elle joue dans deux films de propagande nazie (Spähtrupp Hallgarten, Sechs Tage Heimaturlaub), tous deux de 1941), mais a pour la première fois une offre pour un rôle artistiquement intéressant dans un film : dans la pièce de théâtre d'E. W. Emo, Der Liebe Augustin (1941), un film s'appuyant sur l'idéal nazi, en tant qu'amie des Bänkelsänger, elle montre une partie légèrement plus large de ses possibilités d'actrice.
Après la fin de la Seconde Guerre mondiale, Maria Andergast joue au Theater in der Josefstadt et au Residenztheater de Munich. Un autre rôle de film relativement intéressant suit en 1946, lorsque Maria Andergast dépeint l'épouse calomniée d'un rapatrié de guerre (Rudolf Prack) dans le premier film autrichien d'après-guerre Der weite Weg (1946). La chanson schlager Mariandl composé par Hans Lang, qu'elle chante dans son film suivant Der Hofrat Geiger en 1947, constitue le point de départ de Maria Andergast pour une seconde carrière de chanteuse. À partir du milieu des années 1950, cependant, elle n'apparaît au cinéma que dans des seconds rôles. Après avoir été grièvement blessée dans un accident de voiture en septembre 1964, elle fait une pause de plusieurs années dans sa carrière. Maria Andergast est occasionnellement dans des productions télévisées dans les années 1960. En 1972, elle déménage de Munich à Vienne et se retire finalement du métier. En 1995, elle meurt d'un cancer. Certaines parties de sa succession se trouvent au musée du film de Potsdam.
Maria Andergast fut mariée trois fois : au réalisateur Heinz Helbig (en 1936 ; divorce), à l'acteur Siegfried Breuer (en 1941 ; divorce) et à l'acteur et réalisateur Richard Häussler (1958-1964 ; jusqu'à sa mort). Elle est la compagne du réalisateur Franz Antel, qui la fait jouer dans cinq de ses films à partir de 1950, pendant une longue période à partir de 1949, puis a une relation avec le compositeur (marié) Hans Lang pendant sept ans.

## Filmographie
- 1934 : Le Fils prodigue
- 1934 : L'Aventure (Gustav Fröhlich)
- 1935 : Mein Leben für Maria Isabell (Erich Waschneck)
- 1935 : Endstation (de)
- 1935 : L'Oiseleur (E. W. Emo)
- 1936 : Michel Strogoff
- 1936 : Donaumelodien (Willy Reiber)
- 1936 : Scandale pour une chauve-souris
- 1936 : Christine et son Trio (Hans Deppe)
- 1936 : Trois cœurs de jeunes filles
- 1936 : Manja Valewska (Josef Rovenský)
- 1936 : Seine Tochter ist der Peter (Heinz Helbig)
- 1937 : Husaren heraus (Georg Jacoby)
- 1937 : Die glücklichste Ehe der Welt (E. W. Emo, Karl Heinz Martin)
- 1938 : Das Geheimnis um Betty Bonn (Robert A. Stemmle)
- 1938 : Monika (Heinz Helbig)
- 1938 : Das große Abenteuer (Johannes Meyer)
- 1938 : Schüsse in Kabine 7 (Carl Boese)
- 1938 : Die Pfingstorgel (Franz Seitz)
- 1939 : Unsterblicher Walzer (E. W. Emo)
- 1939 : Retour à la vie (Jürgen von Alten)
- 1939 : Hochzeitsreise zu dritt (Hubert Marischka)
- 1939 : Das Glück wohnt nebenan (Hubert Marischka)
- 1940 : Ihr Privatsekretär
- 1940 : Polterabend (Carl Boese)
- 1940 : Der Herr im Haus (Heinz Helbig)
- 1940 : Toute une vie (de)
- 1940 : Der liebe Augustin (E. W. Emo)
- 1941 : Spähtrupp Hallgarten
- 1941 : Der laufende Berg (Hans Deppe)
- 1941 : Sechs Tage Heimaturlaub (Jürgen von Alten)
- 1942 : So ein Früchtchen (Alfred Stöger)
- 1942 : Das große Spiel
- 1942 : Dove andiamo, signora? (Gian Maria Cominetti, Ernst Marischka)
- 1943 : Abenteuer im Grandhotel (Ernst Marischka)
- 1943 : …und die Musik spielt dazu (Carl Boese)
- 1946 : Der weite Weg (de)
- 1947 : Der Hofrat Geiger
- 1948 : Zyankali (de)
- 1948 : Ein Mann gehört ins Haus (Hubert Marischka)
- 1948 : Kleine Melodie aus Wien (de)
- 1950 : Où l'optimisme est roi
- 1951 : Die Mitternachtsvenus
- 1951 : Le Vieux Pécheur
- 1951 : Ève hérite du paradis
- 1951 : Hallo Dienstmann
- 1952 : Der Mann in der Wanne (Franz Antel)
- 1952 : Die Wirtin von Maria Wörth
- 1953 : Die Junggesellenfalle (Fritz Böttger)
- 1953 : Der Verschwender (Leopold Hainisch)
- 1954 : Sanatorium total verrückt (Alwin Elling)
- 1955 : Wenn die Alpenrosen blüh'n
- 1956 : Le Joyeux pèlerinage
- 1956 : Le Bal de l'empereur
- 1956 : Les Fiancés du Wolfgangsee (de)
- 1957 : Vacances au Tyrol
- 1957 : Almenrausch und Edelweiß (de)
- 1962 : Ende schlecht – Alles gut (TV)
- 1967 : Die kleinen Verwandten (TV)
- 1971 : Das bin ich (TV)
- 1974 : Le Ciel volé